# Glypta areolata
Glypta areolata är en stekelart som beskrevs av Henry Lorenz Viereck 1903. Glypta areolata ingår i släktet Glypta och familjen brokparasitsteklar. Inga underarter finns listade i Catalogue of Life.